# 櫻レオナ
櫻 レオナ（さくら れおな）は、日本の女性声優。アダルトゲームへの出演を主に活動する。

## 出演

### アダルトゲーム
1998年
- 好き好き大好き!（天城蒲乃奈）

2000年
- 未来にキスを-Kiss the Future-（飛鳥井慧子）
- effect 〜悪魔の仔〜（沢村薹子）

2002年
- 鬼医者（綾部梨華、山科美加）
- 失KING 〜生娘の恥水〜（関真那）

2003年
- おねだりSweetie 〜恋のお色直しは何度でも〜（川芽あざみ）
- まいにち好きして（河本麻紀子）
- うちの妹のばあい（北川純子）
- デミウルゴスの娘（志波唯）

2004年
- 妄想念波通信（千葉穂乃花）
- Princess Brave 雀卓の騎士（黒理人）

2005年
- 水仙花（香京院御門）
- ウソツキは天使のはじまり（珠代さんの恋人）
- 幼なじみな彼女（加佐原弘子）

2006年
- 彼女たちの流儀（花葉千佐都）
- ぐろぶら 〜Grow up Bride〜（ヒロインC）

2007年
- うちの妹のばあい純愛版（北川純子）
- 聖炎天使エレアノール（クレア・スティングレー）

2008年
- SiN 黒朱鷺色の少女（富永紗有）
- ないしょ思春期 〜ヒミツに恋する妹たち〜（三浦真紀　教育長）

2009年
- 鬼うた。 〜鬼が来たりて、甘えさせろとのたもうた。〜（黒咲暦）

2011年
- 眠れる花は春をまつ。（三島葉子）
- ましろサマー（国枝友恵[1]）